# 1480 Aunus
1480 Aunus (1938 DK) là một tiểu hành tinh vành đai chính được phát hiện ngày 18 tháng 2 năm 1938 bởi Vaisala, Y. ở Turku.